# Matsu'o Tsurayaba
Matsu'o Tsurayaba (つらやば松尾 Tsurayaba Matsu'o) es un personaje Japonés asociado como miembro de La Mano y parte del universo de Marvel Comics. la primera aparición de Matsu'o se produjo en Uncanny X-Men # 255 y estuvo directamente involucrado con el «incidente de intercambio de cuerpos» entre Betsy Braddock y Kwannon justo después de la aparición de Betsy del Asedio Peligroso.

## Biografía del personaje ficticio
Matsu'o Tsurayaba era un asesino de la Mano que trabajaba en Japón. Su amor, otra asesina llamada Kwannon, trabajó para un jefe criminal opuesto llamado Nyorin. Aunque sabían que sus respectivos empleadores finalmente chocarían, los dos seguían siendo amantes y prometieron luchar honorablemente hasta la muerte si tenían que hacerlo. Fatídicamente lo hicieron. La Mano le ordenó a Matsu'o que matara a Nyorin, y durante su pelea con Kwannon, ella resbaló y cayó de los acantilados que estaban en el océano. Matsu'o llevó su cuerpo roto a los laboratorios de la Mano. Pudieron mantener vivo su cuerpo, pero su mente se hizo añicos sin remedio
Poco después, la X-Man Psylocke salió del Peligro de Asedio. Betsy Braddock se lavó, desnuda y amnésica, en una playa de una isla perteneciente a la Mano. Matsu'o reconoció a la mujer como Psylocke e ideó un plan para usar sus habilidades telepáticas para restaurar la mente de su amante. Su idea era trasplantar la mente de Kwannon al cuerpo de Psylocke. Kwannon poseía una habilidad empática natural que aseguraría que su mente sobreviviera al contacto con un telépata de alto nivel como Psylocke, pero su cuerpo todavía estaba demasiado débil para tal transferencia. Matsu'o contactó a la villana Espiral, quien aceptó ayudar.
Espiral, fiel a su inclinación por el engaño y la traición, hizo algo más que cambiar las dos mentes. Ella torció el ADN de ambas mujeres para que ambos cuerpos fueran genéticamente iguales, cada uno con características del otro. También empalmó las mentes de ambas mujeres, plantando piezas de cada una en ambos cuerpos. Una vez completada la transferencia, tanto el cuerpo asiático de Kwannon como el cuerpo europeo de Psylocke poseían partes de la psique de ambas mujeres, aunque más tarde se reveló que existía más de la mente de Betsy dentro del cuerpo de Kwannon y más de Kwannon residía dentro de Psylocke. El proceso también redujo a la mitad la telepatía de Psylocke entre ellos.
Al ver que ambas mujeres parecían estar en ambos cuerpos, Matsu'o estaba más interesado en el cuerpo que más se parecía a su amor perdido, y dejó el otro cuerpo, que más tarde se convertiría en Revanche, en manos de su antiguo empleador Nyorin.
Matsu'o ayudó a Psylocke, ahora asiática, en su recuperación, entrenándola en varias artes marciales y convirtiéndola en la mejor asesina del Mandarín. Un guerrero es exactamente lo que Elizabeth Braddock siempre había soñado ser, y Matsu'o, junto con Espiral y la Mano, involuntariamente le dio a Betsy Braddock su deseo más profundo.
Matsu'o más tarde se alió con Fenris para revivir a Omega Rojo.
Más tarde, cuando Revanche atacó a Psylocke, afirmando ser la verdadera Elizabeth Braddock, las dos mujeres, acompañadas por Bestia y Gambito, fueron a Japón para descubrir la verdad. Aunque encontraron evidencia plantada en forma de un diario falso escrito por Lord Nyoirin, Matsu'o se negó a revelar la verdad. Revanche, al no tener otro lugar adonde ir, decidió quedarse con los X-Men y los ayudó en varias misiones.
Más tarde aún, Revanche contrajo el Virus Legado. Sus poderes telepáticos aumentaron lentamente hasta el punto de poder atravesar la confusión en su propia mente y recordar quién era realmente: la verdadera Kwannon, ya que Psylocke era la verdadera Betsy Braddock. Cerca de la muerte, se enfrentó a Matsu'o, quien finalmente admitió la verdad y suplicó perdón. Sintiendo su muerte inminente, le pidió a Matsu'o (cariñosamente llamado Matta) que la matara antes de que se quemara. Lo hizo, hundiendo una cuchilla en su corazón, y la enterró. Con la muerte de Kwannon, el potencial telepático de Psylocke le fue devuelto. Sintiendo la muerte de Revanche, Psylocke fue a buscar a Matsu'o, quien le explicó todo. Revanche también dejó una parte de sus energías psiónicas dentro de Matsu'o, quien lo usó a instancias de ella, eliminando los recuerdos fracturados de Kwannon y los rasgos de personalidad de la mente de Betsy Braddock. y restaurar los de Betsy que poseía Kwannon. Matsu'o deseaba suicidarse para unirse a su novia, pero fue detenido por Psylocke, quien lo convenció de honrar su memoria al convertirse en el hombre que hubiera querido.
Sin embargo, la resolución de Matsu'o de convertirse en una mejor persona no duraría. Su enemistad con Wolverine lo llevó a iniciar un ataque contra su amante, Mariko Yashida. En particular, Matsu'o colaboró con otro de los intereses amorosos de Logan, Silver Fox, la líder de HYDRA. Después de distraer a Wolverine, enviaron a un asesino para envenenar a Mariko. El asesinato fue un éxito, pero Matsu'o subestimó la verdadera ira berserker de Wolverine. En un loco ataque de venganza, Logan entró en el ático de Tsurayaba y le cortó el brazo. Luego, Logan le prometió que cada año, con la muerte de Mariko, sacaría un poco más del jefe de la Mano. Matsu'o ahora le falta el brazo, la oreja derecha, la nariz y la vesícula biliar. En un momento, Wolverine finalmente mató a un Matsu'o ahora parcialmente cyborg, solo para que sus ninjas de la Mano le devolvieran la vida casi instantáneamente (para disgusto de Matsu'o, ya que quería morir en lugar de enfrentar la constante espera de Wolverine).
Psylocke, después de regresar de su período con los Exiliados, viajó a Japón para enterrar su antiguo cuerpo. Al llegar fue emboscada por la Mano, quien destruyó su cuerpo con un dispositivo incendiario, declarando cuando partieron que Matsu'o dio la orden de atacar. Enfurecido, Psylocke rastrea a Matsu'o, solo para horrorizarse al encontrarlo terriblemente desfigurado; El resultado de la venganza anual de Wolverine. Matsu'o, que ahora pierde ambas manos y otras partes del cuerpo, desea una muerte honorable y quiere que Psylocke le otorgue ese honor ya que no puede sostener una espada para realizar seppuku. Antes de que Psylocke pueda hacerlo, Wolverine emerge de las sombras y dice que el castigo de Matsu'o aún no ha terminado. Los dos X-Men participan en una lucha brutal que termina en un punto muerto. Wolverine finalmente cede, sin embargo, permitiendo que Psylocke mate a Matsu'o. Ella genera una ilusión telepática de Kwannon en la mente de Matsu'o, luego lo mata rápidamente con su espada psíquica.

## Poderes y habilidades
Matsu'o Tsurayaba está entrenado en varias disciplinas de artes marciales. Una vez usó una prótesis de mano derecha con cuchillas retráctiles.
La fuerza de Matsu'o Tsurayaba se ha incrementado con implantes cibernéticos. En ocasiones, ha usado un traje de batalla blindado de capacidades no reveladas.